# روتگسبوتل
روتگسبوتل (به آلمانی: Rötgesbüttel) یک شهر در آلمان است که در گیفهورن واقع شده‌است. روتگسبوتل ۲٬۲۹۲ نفر جمعیت دارد.